# Edge (FOI-programvara)
Edge är en generell programvara för numeriska strömningsberäkningar och används främst för avancerade aerodynamiska analyser. Edge har huvudsakligen utvecklats av Totalförsvarets forskningsinstitut (FOI) och i viss utsträckning inom olika samarbeten med universitet och flygforskningsinstitut i Europa av vilka flera haft tillgång till Edge källkod. Edge har använts främst inom civila och militära nationella och Europeiska forskningsprojekt samt till viss del vid den senare vidareutvecklingen av det Svenska jaktplanet Saab 39 Gripen. Programvaran blev känd för den svenska allmänheten 2014 efter att planerna på ett samarbete mellan Kungliga Tekniska Högskolan (KTH) och det kinesiska flygforskningsinstitutet ("Chinese Aeronautical Establishment", CAE) avslöjades av Uppdrag Granskning. Inom samarbetet skulle CAE få tillgång till en begränsad version av Edge som var tänkt att användas som verktyg för aerodynamisk grundforskning. Uppdrag Granskning framställde samarbetet som ett bulvanupplägg av FOI med KTH som mellanhand. KTH valde senare att avsluta diskussionerna om ett samarbete och CAE fick aldrig tillgång till Edge.